# 36 هـ
36 هـ هي سنة في التقويم الهجري امتدت مقابلةً في التقويم الميلادي بين سنتي 656 و657.

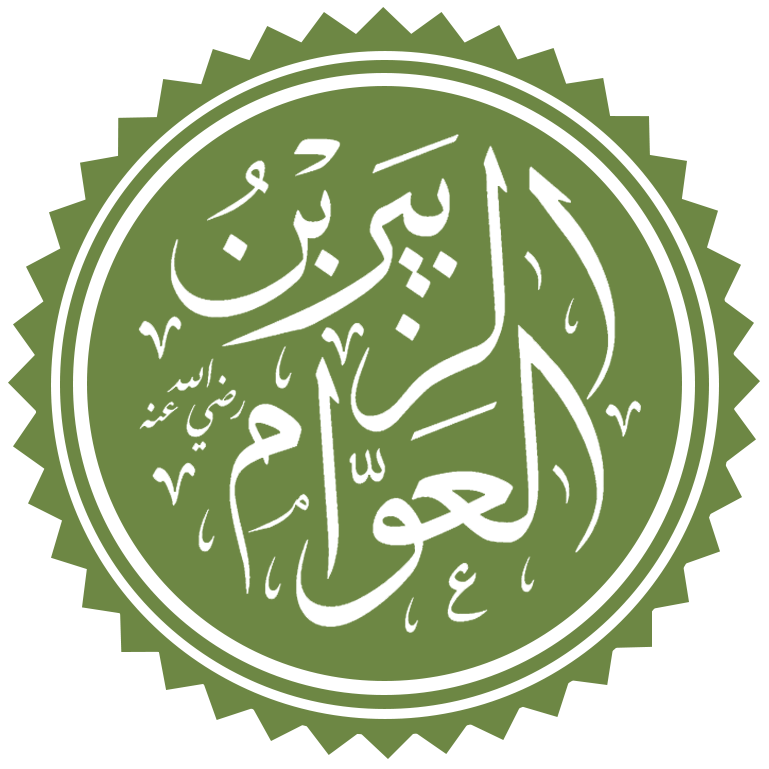
الزبير بن العوام

## أحداث
- خلافة علي بن أبي طالب
- معركة الجمل

- موقعة الجمل هي معركة وقعت في البصرة عام 36 هـ بين قوات أمير المؤمنين علي بن أبي طالب والجيش الذي يقوده الصحابيان طلحة بن عبيد الله والزبير بن العوام بالإضافة إلى أم المؤمنين عائشة التي قيل أنها ذهبت مع جيش المدينة في هودج من حديد على ظهر جمل، وسميت المعركة بالجمل نسبة إلى ذلك الجمل.
- غزو الهند

## مواليد
- أبو بكر بن محمد بن عمرو بن حزم

## وفيات
- سلمان الفارسي
- عمرو بن أبي عمرو
- محمد بن طلحة بن عبيد الله
- الزبير بن العوام
- حذيفة بن اليمان
- طلحة بن عبيد الله
- قدامة بن مظعون
- هند بن أبي هالة
- محمد بن أبي حذيفة
- حكيم بن جبلة العبدي
- كعب بن سور الأزدي
- مجاشع بن مسعود السلمي
- محرز بن حارثة
- الهذيل بن عمران التغلبي